# یوتا پلوخ
یوتا پلوخ (انگلیسی: Jutta Ploch؛ زادهٔ ۱۳ ژانویهٔ ۱۹۶۰) قایقران روئینگ اهل آلمان بود.